# Степной заказник (Чечня)
Охотничий заказник Степной — природный заказник в Шелковском районе Чечни.

## Описание
Создан Постановлением Совета Министров Чечено-Ингушетии 1973 года № 720 для сохранения и восстановления редких и исчезающих видов растений и животных, в том числе ценных видов в хозяйственном, научном, культурном отношениях. Из общей площади 48 тысяч га занимают сухие бурунные степи, 3500 га — лесокультуры и поля, 500 га — озёра и болота. На территории заказника обитают 50 видов млекопитающих и 150 видов птиц.

## Фауна
Некоторые представители фауны заказника:
- авдотка;
- белоглазый нырок;
- гигантский слепыш;
- дрофа;
- жужелица;
- журавль-красавка;
- змееяд;
- камышовый кот;
- каравайка;
- каспийский зуёк;
- каспийский полоз;
- корсак;
- краснозобая казарка;
- курганник;
- малая крачка;
- обыкновенная колпица;
- огарь;
- пеганка;
- перевязка;
- песчаный удавчик;
- пискулька;
- савка;
- средиземноморская черепаха;
- степная агама;
- степная пустельга;
- степной лунь;
- степной орёл;
- стрепет;
- степная тиркушка;
- султанка;
- узорчатый полоз;
- ушастая круглоголовка;
- ходулочник;
- четырёхполосый лазающий полоз;
- мраморный чирок;
- шилоклювка;

## Флора
Некоторые представители флоры заказника:
- астрагал Леманна;
- барвинок малый;
- бессмертник песчаный;
- боярышник Далласа;
- боярышник однопестичный;
- боярышник согнутостолбиковый;
- вайда;
- виноград лесной;
- гвоздика ланцетная;
- груша иволистная;
- донник польский;
- джузгун безлистный;
- ежевика сизая;
- ива;
- ирис крымский;
- ковыль перистый;
- ковыль-волосатик;
- колосняк;
- крушина слабительная;
- ломонос восточный;
- обвойник греческий;
- оносма красильная;
- полынь Черняева;
- свидина южная;
- телиптерис болотный;
- тополь гибридный;
- тополь чёрный;
- хвойник двухколосковый;
- хвощ ветвистый;
- шелковник;
- эриантус Равенны;
- эспарцет Новопокровского;
- яблоня восточная;